# 独立系書店

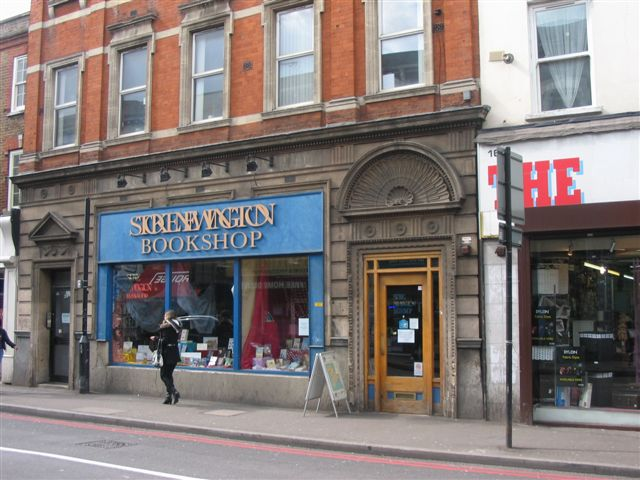
ロンドンの独立系書店ストーク・ニューイントン

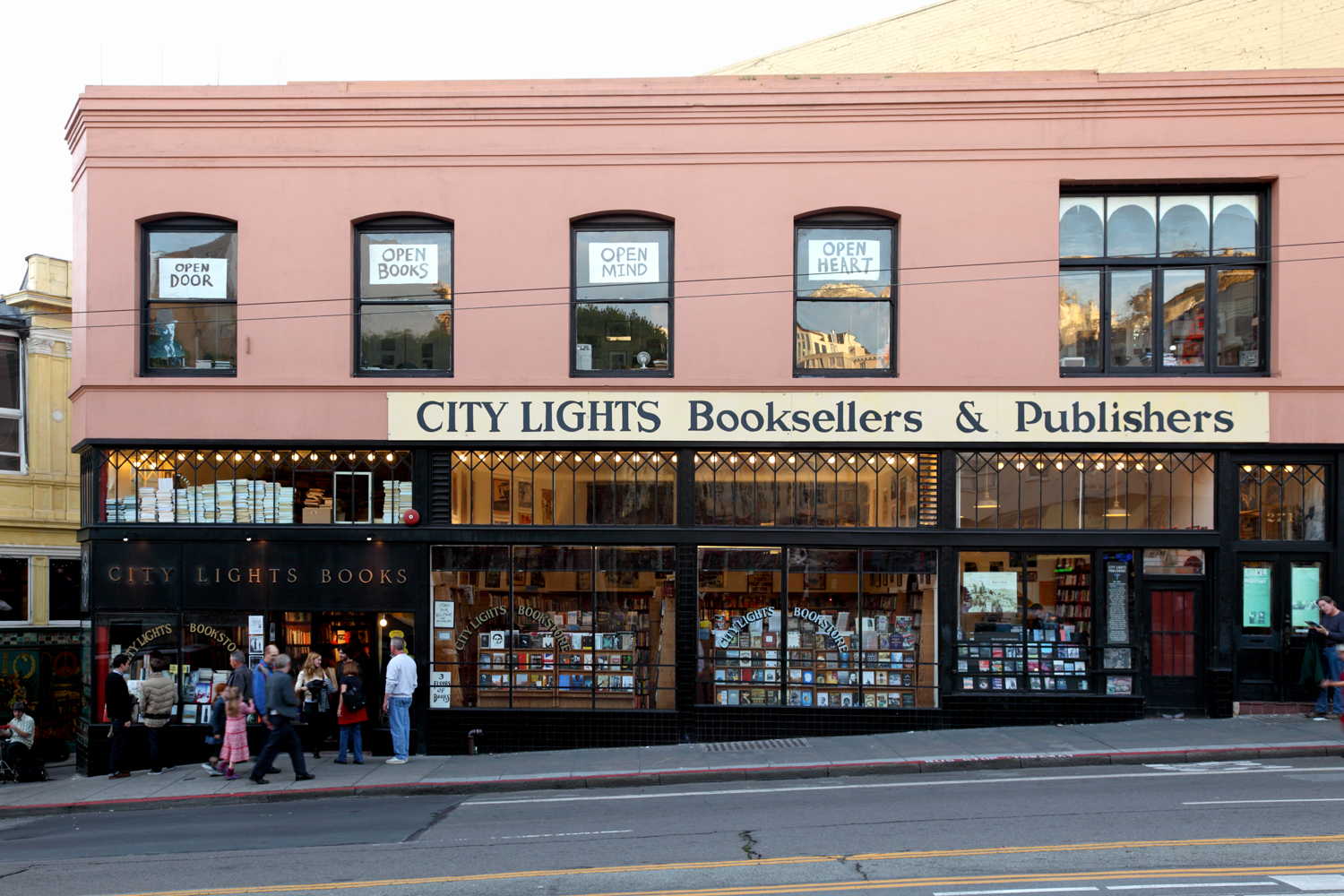
サンフランシスコのシティ・ライトブックストア

独立系書店 (どくりつけいしょてん、英: independent bookstore) または独立書店は、資本が独立した小売書店。明確な定義はない。類語は個人書店、セレクト書店、小型書店。

## 特徴
通常、独立系書店はチェーン店でなく、1店舗のみであるが、2,3店舗ある場合もある。経営者は個人事業主、または非公開企業、パートナーシップ、協同組合、非営利団体の場合が多い。
独立系書店は、大企業が所有するチェーン書店と対照的である。チェーン書店の多くは書籍販売以外の部門を持っている（出版、映像、音楽ソフト、コミックのレンタル、オンライン書店など）。TSUTAYAおよび蔦屋書店を運営するカルチュア・コンビニエンス・クラブは、公立図書館の委託業務も引き受けている（TSUTAYA図書館）。紀伊國屋書店は2つの劇場を持っている（紀伊國屋ホール、紀伊國屋サザンシアター）。独立系書店の多くはこのような他部門を持たない。

## 米国
米国では2000年代前後、競争や活字離れにより書店全体が衰退したのち、独立系書店が復活した。大半の店はアメリカ書店組合（ABA）に参加している。

### 独立系書店の衰退と復活
20世紀のほとんどの間、米国のほぼすべての書店は独立系であった。 1950 年代には、自動車と郊外型ショッピング モールがより一般的になった。
モールを拠点とする書店チェーンは 1960 年代に始まり、1970 年代と 1980 年代に大幅な店舗数の拡大を遂げた。その代表格が、B. DaltonとWaldenbooksである。バーンズ・アンド・ノーブル（テキサスのチェーン店ブックストップも買収）、ボーダーズ、クラウン・ブックスなどの大型店(Big-box store)もこの期間に拡大した。Amazon は1994 年のドットコム・ブームの最中に設立され、1998 年まで主に書籍販売を行っていた。
1990 年代までに、こうした競争圧力により、独立系書店はかなりの経済的プレッシャーにさらされ、競争力がなくなって多くが閉店した。
この時期、米国で閉店した書店には以下のような書店がある。シカゴのクロックス・アンド・ブレンターノズ(1995 年)、ニューヨークのゴッサム・ブックマート(2006 年)、バークレーのコディーズ・ブックス(2008 年) 、メンローパークのケプラーズ・ブックス(2005 年)、パロアルトのプリンターズ・インク・ブックストア( 2001)、サンフランシスコのア・クリーンウェル-ライテッドプレイス・フォー・ブックス(2006)、サンタモニカのミッドナイト・スペシャル・ブックストア(2004)、ロサンゼルスのダットンズ・ブックス(2008)、ニューヨークのコリセウム・ブックス(2007)とケンブリッジのワーズワース・ブックス(2004)。米国の独立系書店の数は、1995 年から 2000 年にかけて 40% 減少した。
2000 年代には、電子書籍が印刷された書籍(紙媒体の書籍)から市場シェアを奪い始めた。電子書籍は、World Wide Web経由で直接出版されるか、2007 年に導入されたAmazon Kindleなどの電子インクデバイスで読むことができる。Amazon は引き続き大幅な市場シェアを獲得した。そしてこれらの競争圧力は、2010年代にチェーンストアの崩壊をもたらした。クラウンは 2001 年に閉鎖された。ボーダーズ、B.ダルトン、ウォルデンブックスは2010年から2011年にかけて清算された。電子書籍端末「Nook」を備えた小規模なバーンズ・アンド・ノーブル は唯一の全国チェーンとして残り、2 番目に大きいBooks-A-Millionは 32 州のみで運営されている。
この崩壊により、かなりの独立系店舗が復活する余地が生まれた。
米国書店協会によると、米国の独立系書店の数は、2009 年の 1,651 店から 2015 年の 2,227 店へと 35% 増加している。ハーバード・ビジネススクールのライアン・ラファエリ教授による研究では、この増加は地元での購入(buy local)運動と興味深いタイトルのキュレーションや本を中心としたコミュニティ・イベントの成功によるものであると考えられている。
市場は、地元の書店で、出版文化と深い関わり方を求める消費者、大手チェーンがオンライン販売と競合する中、低価格で品揃えの豊富な書店を求める消費者の間で２極化してきている。
2023年、バーモント州の約17社が売上を、バーモント州モントピリアのベアポンド・ブックスとバーレのネクスト・チャプター・ブックストアを支援するために寄付することが発表された。これらには、ベニントン・ブックショップ (ベニントン)、ザ・ブック・ヌーク (ラドロー)、ノリッジ・ブックストア (ノリッジ)、バーモント・ブックショップ (ミドルベリー)、およびルートストック・パブリッシング (モントピーリア) が含まれている。

### 社会的役割
独立系書店での著者イベントは文学サロンの役割を果たすこともあり、独立系書店は歴史的に新人作家や独立系出版社を支援してきた。

### 独立系書店を題材にした映画
2 つのドキュメンタリー映画、"インディーズ・アンダー・ファイア"(Indies Under Fire The Battle for the American Bookstore、2006) と"ペーパーバック・ドリーム"(Paperback Dreams、2008) は、ニューエコノミーにおける米国の独立系書店が直面する困難をレポートしている。
1998 年のフィクション映画『ユー・ガット・メール』は、大手ブックチェーン店と独立系小売業者との間の競争を描いている。

## 日本

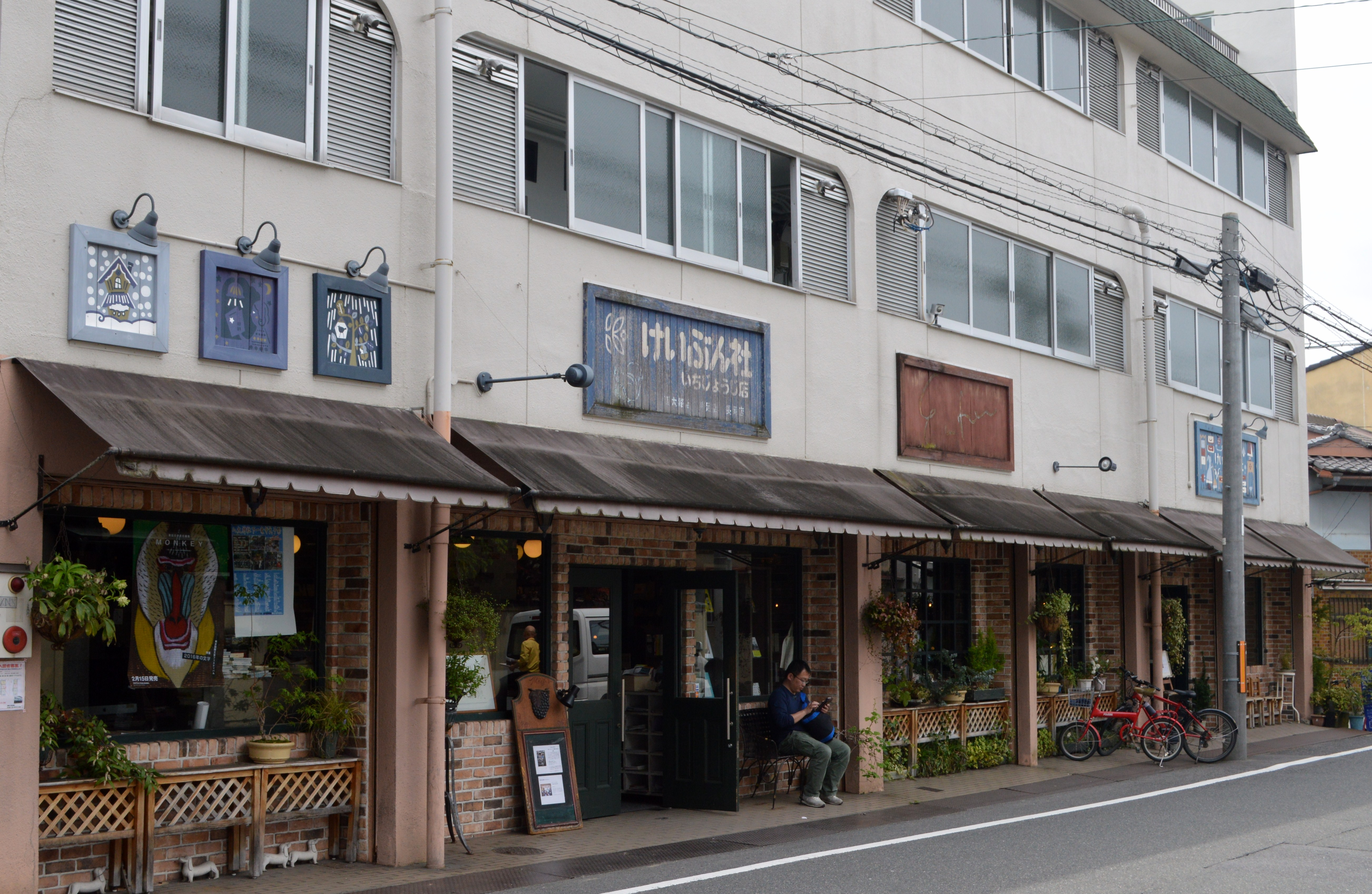
京都の恵文社一乗寺店

日本では2020年頃から、出版不況により大小問わず書店が減少する中、あえて独立系書店を開く人々が全国的に現れている。取次大手のトーハンも対応に乗り出している（HONYAL）。
主な書店に、青森の八戸ブックセンター、東京のカストリ書房、京都の恵文社一乗寺店などがある。

## 世界の著名な独立系書店

### 欧米

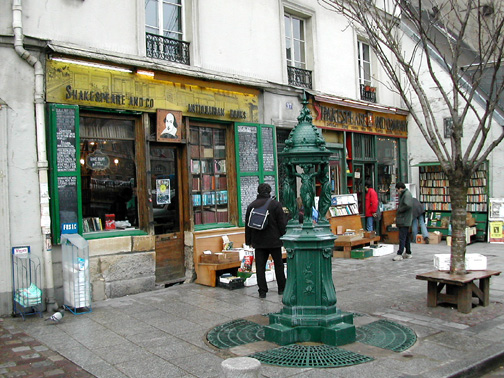
パリのシェイクスピア・アンド・カンパニー書店

- シェイクスピア・アンド・カンパニー書店 - パリ、創業は1920年代。
- ジョゼ・コルティ - パリ、1920年創業。芸術系出版社として出発。
- シティ・ライツブックストア（英語版） - アメリカ、カリフォルニア州サンフランシスコ、1953年創業。
- クインビーズ・ブックストア（英語版） - アメリカ、イリノイ州シカゴ、1991年創業のフェミニスト書店（英語版）
- ブルーストッキングス - アメリカ、ニューヨーク、1999年創業。
- グリーブックス（英語版） - オーストラリア、シドニー[26]
- ワトキンス・ブックス（英語版） - イギリス、ロンドン。1893年創業。
- スクーブ・ブックス - イギリス、ロンドン。1979年創業。2010年タイムズアウト誌が、ロンドンで最高の書店に選出。
- ニュー・ビーコンブックス（英語版） - ロンドン。1966年創業、黒人文学、アフリカ文学が専門。
- バーター・ブックス（英語版） - イギリス、ノーサンバーランド州アニックにある古本屋。
- ユートピアだより（英語版） - リバプールの非営利の書店。ウィリアム・モリスの著書にちなむ。

### 中華圏

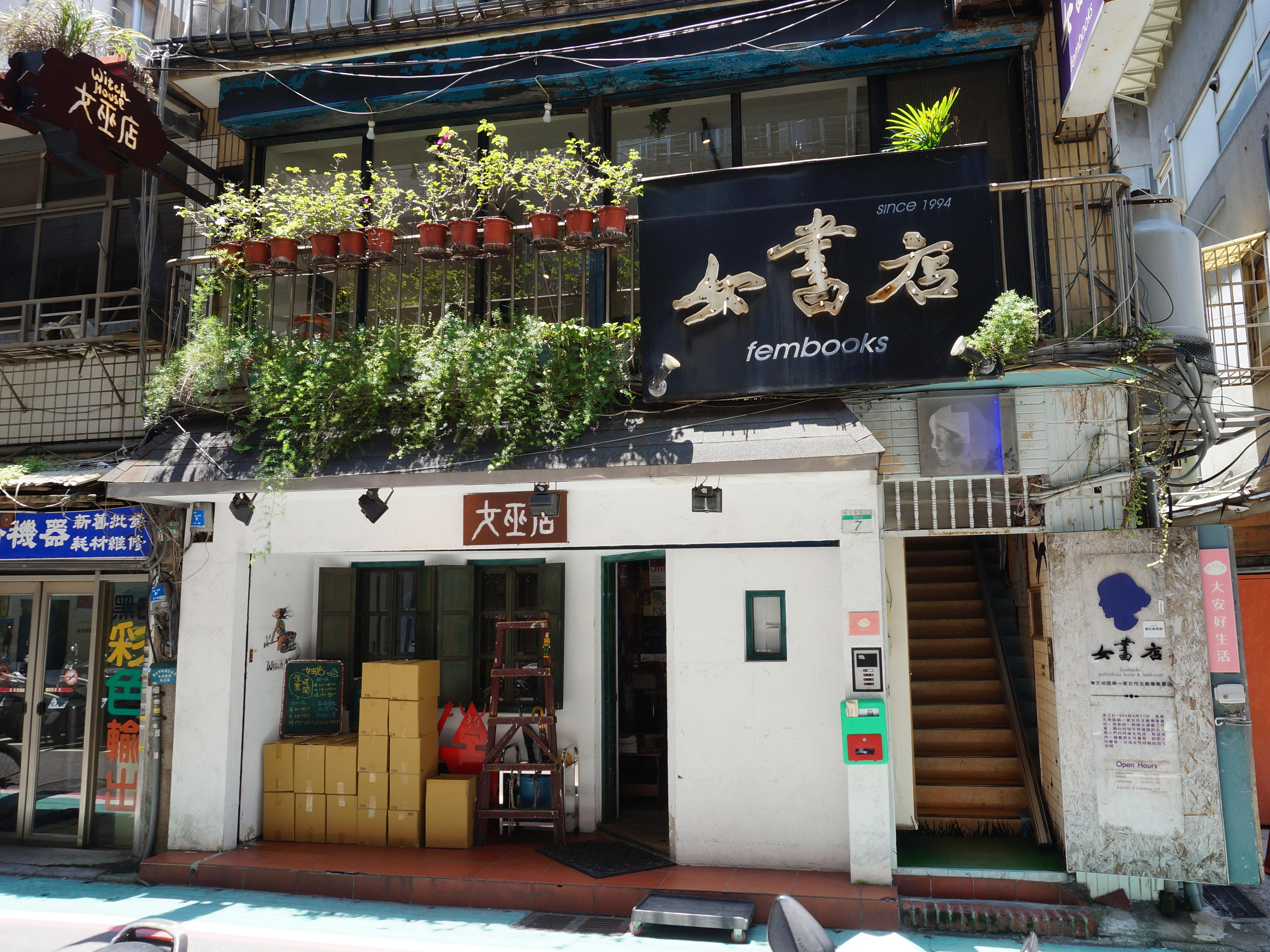
台湾の女書店

- 銅鑼湾書店(Causeway Bay Books) - 1994年香港で創業、2020年台湾にリニューアル開店。
- 序言書室（中国語版）(Hong Kong Reader Bookstore) - 香港の書店。
- 女書店（中国語版、ドイツ語版） - 台湾のフェミニズム書店[27]
- 晶晶書庫（中国語版） - 台湾のLGBT書店[27]
- 万聖書園（中国語版） - 北京のリベラル書店[28]